# 陳展浚
陳展浚（英語：Cyrus Chan Chin Chun；1994年－），區政聯盟執委，將軍澳民生關注組召集人，前民主黨成員。畢業於香港城市大學，中學就讀於將軍澳播道書院。陳展浚曾於2015年香港區議會選舉中出選西貢區，和2019年香港區議會選舉中出選。

## 事件
2014年，陳展浚因被指拆毀工聯會區議員吳雪山的宣傳品而被控一項刑事損壞罪，控方指稱，吳當日目睹兩被告涉嫌拆毀其易拉架遂報警，警方及後拘捕二人。法官指吳雪山的證供矛盾，裁定陳展浚罪名不成立。
於反對逃犯條例修訂草案運動中，於2019年11月3日凌晨，荷槍實彈的防暴警員在驅散行動中推進至將軍澳廣明苑範圍。陳展浚手持大聲公向警員叫喊：「你已進入廣明苑私人範圍，無搜查令請你立即離開。九龍東衝鋒隊九龍東衝鋒隊你已經廣明苑私人範圍，呢度係廣明苑業主立案法團，我哋呼籲請你立即離開！請你立即離開私人地方！你哋冇搜查令，係要立即離開廣明苑私人範圍！」
2021年香港立法會選舉期間，陳展浚與多位民主派前區議員簽署支持同意書予港島東候選人潘焯鴻並為其助選。
於2023年3月27日，將軍澳居民發起反對填海的遊行，為疫情後警方首個發出不反對通知書並成功舉行的遊行，警方要求參加者全程佩戴頸牌。有份組織遊行的將軍澳民生關注組召集人陳展浚於電台節目形容，有關要求「好似猶太人戴臂章」，又聲稱仍接受警方要求是要「突顯荒謬」，覺得可視之為「行為藝術」。陳展浚在訪問中指，曾七次和警方開會，警方不斷遊說他們不要遊行，改為辦搞集會，原本提出過類似旅行團貼貼紙識別參與者，但後來又要求掛號碼牌，又要求審視每一條橫額。陳展浚又指，居民對於警方要求反應負面，有不少居民因為覺得被侮辱，只是沿路觀察而不參加，他又指最終接受警方的條款，除了讓居民表達訴求，亦是突顯荒謬，是「行為藝術」，「話畀全世界聽香港就係咁。」他又透露警方要求主辦方「管理」在場傳媒，若有記者「過咗界」，就會要求中止遊行。
於2023年香港47人案審訊中，陳展浚以被告之一前區政聯盟召集人柯耀林的選舉經理作供，陳展浚作供稱是他建議柯耀林簽署「墨落無悔」，因為同區的競爭對手已聯署，亦希望表達他們的競選路線與民主黨不同，而社交媒體專頁保留聯署帖文亦是擔心被攻擊。陳展浚作供指，在初選期間擔任柯耀林的選舉經理；柯耀林本來打算按樓，籌組經費參選立法會，得知初選只需30至50萬，因此希望透過初選審視自己支持度，又指柯耀林當時未決定參選哪個選區，只出席了新界東第一次協調會議，當時提早離場，無收過會議達成共識的文件，又指在反修例運動後，柯耀林向團隊表明不能在社交平台寫「光復香港，時代革命」及含有「港獨」內容，初選期間亦不容許提及「攬炒」。柯耀林簽署聲明前後沒有在任何場合說過希望否決預算案，而柯耀林亦不同意「攬炒」，連當時「組隊」聯合宣傳的劉凱文亦曾多次公開反對「攬炒」。